# Atheta immunis
Atheta immunis is een keversoort uit de familie van de kortschildkevers (Staphylinidae). De wetenschappelijke naam van de soort is voor het eerst geldig gepubliceerd in 1910 door Casey als Sableta (Taxicerella) immunis.